# Видеоаналитика
Видеоаналитика — технология, использующая методы компьютерного зрения для автоматизированного получения различных данных на основании анализа последовательности изображений, поступающих с видеокамер в режиме реального времени или из архивных записей.
Видеоаналитика представляет собой программное обеспечение (ПО) для работы с видеоконтентом. В основе программного обеспечения лежит комплекс алгоритмов машинного зрения, позволяющих вести видеомониторинг и производить анализ данных без прямого участия человека. Алгоритмы видеоаналитики могут быть интегрированы в различные бизнес-системы, чаще всего используются в видеонаблюдении и других сферах безопасности.

## Функциональные возможности видеоаналитики
Видеоаналитика автоматизирует четыре функции средств охраны:
- обнаружение
- слежение
- распознавание
- прогнозирование

Все четыре функции выполняются многократно, обеспечивая непрерывное уточнение гипотез о количестве, местоположении и типах объектов в контролируемой зоне, а также устранение избыточности в результатах.
Периметральная видеоаналитика выполняет все четыре функции: непосредственно обнаружение, слежение (для исключения повторных срабатываний по одному объекту), распознавание (для минимизации ложных срабатываний, вызываемых животными и другим «шумом» окружающего мира) и прогнозирование (для слежения при временном пропадании объекта из поля). Под распознаванием можно понимать широкий спектр задач — от классификации объекта на цель/шум до идентификации или верификации объекта по биометрическим признакам.
Технология распознавание лиц на основе биометрии лица является «вершиной» видеоаналитики: она ставит наиболее сложные задачи и задействует широкий спектр математических инструментов. С одной стороны, биометрическая система реализует функцию распознавания, устанавливая вероятностную связь изображения с идентификаторами людей, зарегистрированных в базе данных. С другой стороны, биометрическая система требует безукоризненной работы функций обнаружения и слежения.
Примеры успешно решаемых задач с помощью функций видеоаналитики:
1. Распознавание с целью подсчёта людей и транспорта
2. Распознавание номеров (на транспорте, на денежных купюрах, документах и т. п.)
3. Детектирование событий (перемещения, движения, пересечение допустимых линий и границ, нахождение в зонах, перебрасывание предметов через ограждение и т. п.)
4. Обнаружение опасных ситуаций (скопления людей, оставленные предметы, возгорания и задымления и т. п.)
5. Распознавание человеческих лиц и поиск их в базах данных

## Применение видеоаналитики
Использование видеоаналитики дает возможность в автоматическом режиме, без участия человека, в процессе видеонаблюдения решать задачи, которые обычно под силу только человеческому зрению. Данная технология используется как для обеспечения безопасности, так и для повышения эффективности бизнеса в торговле, финансовом секторе и на транспорте.
| Функции                    | Области применения                                        |
| -------------------------- | --------------------------------------------------------- |
| Распознавание объектов     | Безопасность, подсчет объектов в торговле и на транспорте |
| Детектирование событий     | Безопасность, контроль работы персонала                   |
| Анализ активности объектов | Повышение качества обслуживания                           |

## Коммерческое использование видеоаналитики
Видеоаналитика часто применяется для получения объективной оценки эффективности бизнеса, так как способна производить непрерывный и автоматизированный сбор данных, не зависящий от человеческого фактора, и формировать отчеты по запросу пользователя в любой момент времени. Технология видеоаналитики используется в розничной торговле, банках, торговых центрах, а также производителями товаров повседневного спроса.
Технологии видеоаналитики широко используются для решения комплексных задач по обеспечению безопасности и предоставлению статистических и маркетинговых данных. Видеоаналитика производит анализ следующих параметров:
- Поток людей и транспорта
- Количество объектов в очереди и время задержки людей в очереди
- Активность людей в выбранной зоне

### Подсчёт людей и транспорта

##### Функции системы видеоаналитики в подсчете
- Подсчет людей и транспорта, осуществляемый в режиме реального времени
- Сбор и анализ количественных данных, собранных в результате работы алгоритмов по подсчету

Подсчет людей в коммерческих целях производится для расчета нескольких важных показателей эффективности бизнеса:
1. CPM (Cost Per Mile или Cost Per Thousand — объём продаж на тысячу посетителей)
2. SSF (Sales Per Square Foot или Sales Per Unit Area — число продаж на единицу площади)

##### Возможности для бизнеса
Прогнозирование продаж на основе данных о реальном потоке посетителей/покупателей
Оценка эффективности бизнеса, расчет коэффициента конверсии на основании статистических данных о посещаемости объекта
Привязка мотивационной системы сотрудников к коэффициенту конверсии
Анализ качества использования мощностей: торговой площади, работы персонала
Оценка эффективности рекламных кампаний и вложений в PR и маркетинг на основании данных о посещаемости объекта
Снижение издержек на персонал, корректировка количества персонала в смене и графика работы объекта в соответствии интенсивностью потока посетителей

### Автоматический анализ видеоизображения ограниченной зоны

##### Функции системы видеоаналитики в анализе периметра
- Подсчет количества объектов в ограниченном периметре
- Идентификация объектов, находящихся в периметре, по определенным признакам (определение персонала по униформе и т. п.)
- Расчет времени задержки объектов в заданном периметре
- Мониторинг активности объектов в заданном периметре (детектирование движения, фактов отсутствия в периметре и т. п.)

##### Возможности для бизнеса
Расчёт оптимального количества обслуживающего персонала на основании данных о поведении посетителей
Фиксация активности персонала для последующего поиска в видеоархиве при разборе конфликтных ситуаций
Оценка эффективности рекламных кампаний и их корректировка
Предоставление вендорам информации об эффективности промоакций
Профилактика хищений денежных средств и товаров (контроль кассовых зон, складских помещений, зон приемки товаров и т. п.)
Анализ активности посетителей/покупателей магазина по выбранным зонам
Расчет коэффициента конверсии по выбранным отделам.

### Видеоаналитика в задачах промышленной безопасности
В июле 2019 года на международной промышленной выставке «Иннопром-2019» ИТ-компания Крок впервые представила комплексное решение по видеоаналитике для охраны труда и промышленной безопасности. Разработанная система с помощью технологий на основе обученных нейросетей  позволяет анализировать видеопоток с камер видеонаблюдения, отслеживать события по заданным параметрам и  в онлайн-режиме наглядно отображать ситуацию на 3D-модели промышленного объекта. С помощью такого инструмента предприятия смогут обеспечить бесперебойную работу оборудования и снизить риски производственного травматизма. Видеоаналитика также может быть интегрирована с промышленными носимыми устройствами.

#### Сценарии применения промышленной видеоаналитики
- выявление фактов отсутствия средств индивидуальной защиты (СИЗ)
- отслеживание местоположения персонала
- распознавание нарушений правил техники безопасности при работах на высоте
- контроль доступа в опасные зоны
- мониторинг производственных площадей и инфраструктуры
- расследование инцидентов

## Научные исследования в области видеоаналитики
Анализ видеоданных является подмножеством компьютерного зрения и искусственного интеллекта. Значительные научные исследования в этих областях ведутся в Университете Калгари , Университете Ватерлоо, Университете Кингстона, Технологическом институте Джорджии, Университете Карнеги-Меллона, Университете Западной Вирджинии и технологическом институте Британской Колумбии.

## Развитие видеоаналитики в России
Научные исследования в области компьютерного зрения и искусственного интеллекта ведутся в России с 2000-х годов на базе исследовательских центров и нескольких крупных университетов.
В России до недавних пор алгоритмы видеоаналитики применялись в основном для детектирования событий, подсчёта посетителей, распознавания опасных предметов и идентификации лиц с целью обеспечения безопасности на различных объектах: охраняемых территориях, транспорте (аэропорты, железнодорожный транспорт, распознавание автомобильных номеров для ГИБДД), а также на государственных объектах.
Современные разработки в области видеоаналитики способны решать большой спектр коммерческих задач. Алгоритмы могут осуществлять сбор и анализ важной маркетинговой информации в режиме реального времени (подсчет людей и транспорта, анализ очередей, мониторинг активности людей в отдельных зонах). Высокая точность и достоверность данных, полученных в результате работы систем видеоаналитики, подтверждается широким использованием алгоритмов в бизнесе.

## Статьи
- Видеоаналитика: мифы и реальность Архивная копия от 9 августа 2011 на Wayback Machine
- Критерии качества оценки видеоаналитики Архивная копия от 5 июня 2015 на Wayback Machine
- Развитие систем видеоаналитики Архивная копия от 21 апреля 2012 на Wayback Machine
- Камеры видеонаблюдения решают задачу безопасности супермаркета
- Видеоконтроль в зоне приемки товара  Архивная копия от 27 декабря 2017 на Wayback Machine
- Видеоаналитика на железной дороге: проездной билет в безопасность  Архивная копия от 4 марта 2016 на Wayback Machine Журнал «Алгоритм Безопасности» — № 5, 2010.
- Видеонаблюдение по IP  Архивная копия от 29 марта 2012 на Wayback Machine
- Машинное зрение встраиваемых систем: накануне бума Архивная копия от 12 апреля 2013 на Wayback Machine